# Johann-Walter-Gymnasium

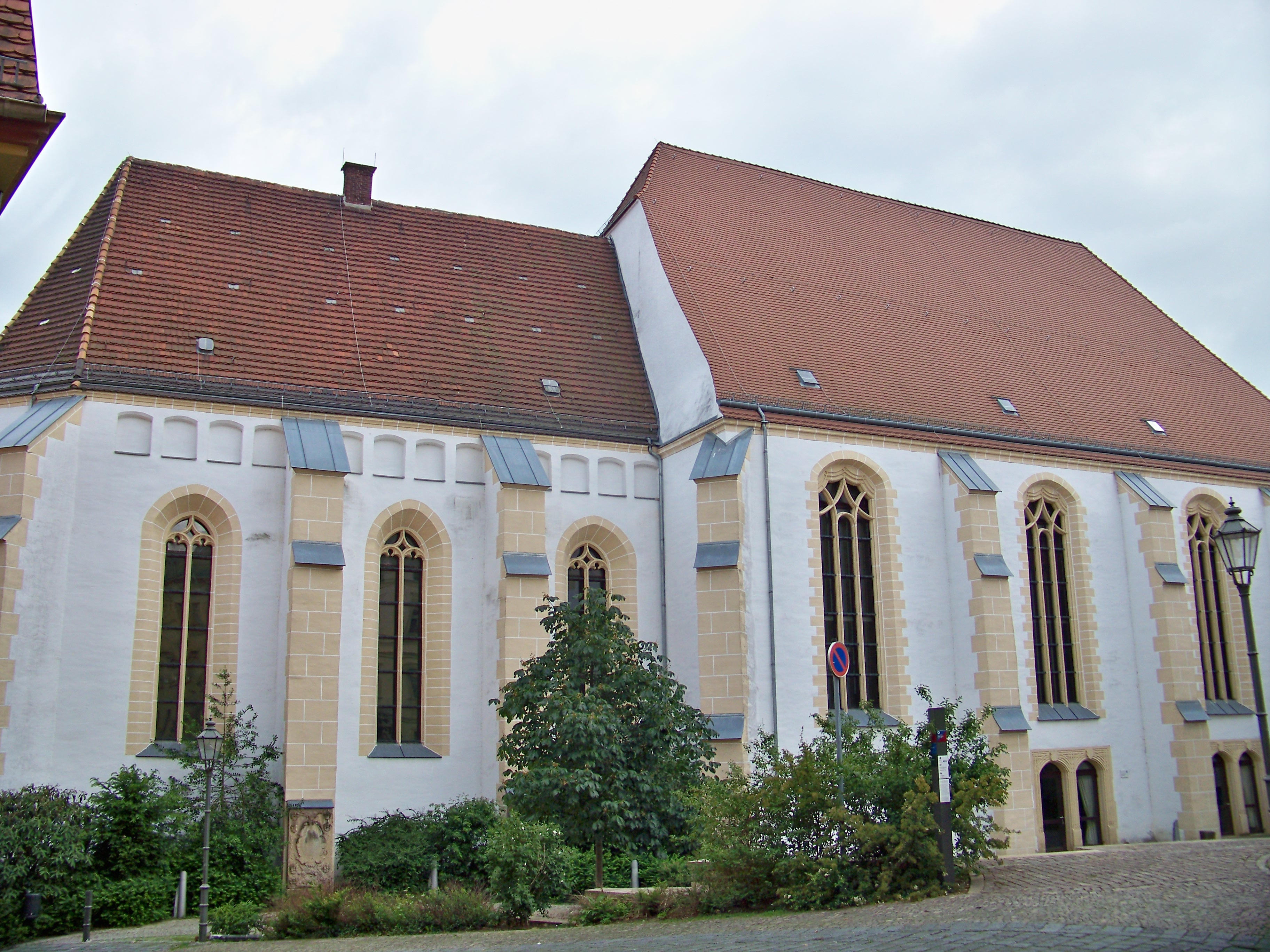
Alltagskirche, die zwischenzeitlich als Sporthalle diente, inzwischen Aula des Johann-Walter-Gymnasiums

Das Johann-Walter-Gymnasium (JWG) ist ein allgemeinbildendes staatliches Gymnasium in Torgau, Sachsen. Die Schule ist seit 1995 nach dem Komponisten und Kantor Johann Walter benannt. Von 1916 bis 1945 hieß sie Mackensen-Gymnasium nach dem Offizier August von Mackensen, danach Torgauer Oberschule und von 1966 bis 1989 EOS „Ernst Schneller“.

## Geschichte
Die Ursprünge des Gymnasiums sind mit dem um 1230 in Torgau gegründeten Franziskanerkloster verbunden. Vor 1243 wurde dort eine Kirche errichtet und 1371 fanden in einer Stiftungsurkunde Schüler Erwähnung, die beim Singen der Messe unterstützen sollten. Dabei handelt es sich um die erste urkundliche Erwähnung der Schule.
1493 wurde in der Wintergrüngasse ein neues Schulgebäude errichtet. Unter Rektor Marcus Crodel arbeitete unter anderem Johann Walter ab 1534 als Lehrer an der Lateinschule. Nach der Stürmung des Klosters 1525 begann dessen schrittweise Auflösung und 1557 fand eine Verlegung der Latein- und Gelehrtenschule in die vormaligen Klostergebäude statt, die von der Stadt erworben worden waren.
1813 wurden die ehemaligen Klostergebäude geräumt und stattdessen ein Lazarett eingerichtet. Das Gymnasium zog 1835 in ein neues Schulgebäude in der Promenade. 1916 wurde die Schule nach Generalfeldmarschall August von Mackensen benannt, der einmal dort Schüler gewesen war. 1923 kehrte es in die Gebäude am ehemaligen Lazarett- bzw. Klosterstandort zurück. Nach dem Zweiten Weltkrieg begann die Torgauer Oberschule am 8. Juni 1945 als erste in der Provinz Sachsen wieder mit dem Schulbetrieb.
1958 kam es im Zusammenhang mit dem sozialistischen Erziehungssystem zur Entlassung von Lehrern. Von 1966 bis zur Wiedervereinigung trug die Schule den Namen des Lehrers und KPD-Politikers Ernst Schneller. Als Erweiterte Oberschule führte sie ab 1981 nur noch in den Klassen 11 und 12 zum Abitur. Ab 1990 erweiterte sich dies um die Klassen 9 und 10, im Folgejahr um die Klasse 7 und schließlich umfasste ab 1992 die gymnasiale Ausbildung wieder die Klassen 5 bis 12. Dadurch wuchs seit der Wende die Schülerzahl von 150 auf 970.
Um den Standort an der Schlossstraße weiter nutzen zu können, wurde ein Erweiterungsbau mit naturwissenschaftlichen Fachräumen sowie eine neue Schulturnhalle errichtet. Ende 1995 wurde der Erweiterungsbau zur Nutzung übergeben und die Schule erhielt auf Beschluss des Kreistages den Namen Johann-Walter-Gymnasium. Die von der Stadt übernommene Alltagskirche, die früher als Sporthalle diente, wurde saniert und zur Aula umgenutzt.

## Bildungsangebote
Am Johann-Walter-Gymnasium ist Englisch die erste Fremdsprache, ab der 6. Klasse kann als zweite Fremdsprache Französisch, Spanisch oder Russisch gewählt werden.
Von der 8. bis 10. Klasse können die Schüler zwischen einem sprachlichen, naturwissenschaftlichen und künstlerischen Profil wählen.

## Persönlichkeiten
in der Reihenfolge des Geburtsjahres
- Johann Walter (1496–1570), Komponist und Kantor, Lehrer der Lateinschule und Namensgeber des heutigen Gymnasiums
- Marcus Crodel († 1549), Lehrer, Rektor der Lateinschule
- Johann Karl August Schuffenhauer (1760–1837), deutscher Philosoph und Theologe, Schüler der Lateinschule
- August von Mackensen (1849–1945), Militär, Schüler des Gymnasiums und späterer Namensgeber des Gymnasiums
- Paul Herrmann (1866–1930), Mediävist, Professor am Mackensen-Gymnasium
- Egon Bahr (1922–2015), deutscher Politiker (SPD), ab 1932 Schüler am Mackensen-Gymnasium[5]